# Ellipsolingulina
Ellipsolingulina es un género de foraminífero bentónico de la subfamilia Pleurostomellinae, de la familia Pleurostomellidae, de la superfamilia Pleurostomelloidea, del suborden Buliminina y del orden Buliminida. Su especie tipo es Lingulina impressa. Su rango cronoestratigráfico abarca desde el Luteciense (Eoceno medio) hasta el Oligoceno.

## Discusión
Clasificaciones previas incluían Ellipsolingulina en el suborden Rotaliina del orden Rotaliida.

## Clasificación
Ellipsolingulina incluye a las siguientes especies:
- Ellipsolingulina impressa †
- Ellipsolingulina indiscrete †